# Фабиан, Оскар
Фабиан, Оскар (пол. Fabian, Oskar; 28 февраля 1846 в с. Новы-Двур Сокульского повята Подляское воеводство — 28 ноября 1899, Львов) — польский математик и физик, педагог.

## Биография
С 1872 Приват-доцент математики и физики Львовского университета, с 1873 — экстраординарный профессор, а с 1881 ординарный профессор этого же университета.
О. Фабиан был первым руководителем кафедры теоретической физики Львовского университета и деканом философского факультета университета.
Кроме того, в 1876—1881 гг. — преподаватель физики Львовской политехники.
Избирался президентом Польского общества естествоиспытателей им. Коперника в 1882—1883. Был членом Германской академии естествоиспытателей «Леопольдина» в Галле .
Опубликовал ряд работ по физике, математике, механике и метрологии, в том числе о проблемах метрологии Татр, а также астрономии и экологии. Наиболее весомые его работы по вопросам преломления световой волны, гравитации и радиационного состояния материи.
Умер во Львове.